# Never, Never Gonna Give Ya Up
Never, never gonna give ya up is een single van Barry White. Het is de afsluiter van zijn album Stone Gon'. Het was zijn tweede hitsingle in Nederland na I’m gonna love you just a little bit more baby. 1974 bleek een vruchtbaar jaar voor White te zijn voor hitjes in de Nederlandse hitparade.
Lisa Stansfield nam het nummer in 1997 opnieuw op en haalde daar wederom de Amerikaanse en Britse hitlijsten mee, maar in Nederland niet. Wel bereikte haar cover in Vlaanderen de 5e positie in de Tipparade.

## Hitnotering
Never, never haalde met een zevende plaats in de Billboard Hot 100 vooral een hoge notering in de Verenigde Staten. In het Verenigd Koninkrijk was de verkoop een stuk minder (11 weken notering met een hoogste notering op 14).

### Nederlandse Top 40
| Hitnotering: week 8 t/m 14 in 1974 | Hitnotering: week 8 t/m 14 in 1974 | Hitnotering: week 8 t/m 14 in 1974 | Hitnotering: week 8 t/m 14 in 1974 | Hitnotering: week 8 t/m 14 in 1974 | Hitnotering: week 8 t/m 14 in 1974 | Hitnotering: week 8 t/m 14 in 1974 | Hitnotering: week 8 t/m 14 in 1974 | Hitnotering: week 8 t/m 14 in 1974 |
| Week:                              | 1                                  | 2                                  | 3                                  | 4                                  | 5                                  | 6                                  | 7                                  |                                    |
| ---------------------------------- | ---------------------------------- | ---------------------------------- | ---------------------------------- | ---------------------------------- | ---------------------------------- | ---------------------------------- | ---------------------------------- | ---------------------------------- |
| Positie:                           | 24                                 | 11                                 | 9                                  | 10                                 | 21                                 | 32                                 | 39                                 | uit                                |

### NederlandseDaverende 30
| Hitnotering: 16-2-1974 t/m 29-3-1974 | Hitnotering: 16-2-1974 t/m 29-3-1974 | Hitnotering: 16-2-1974 t/m 29-3-1974 | Hitnotering: 16-2-1974 t/m 29-3-1974 | Hitnotering: 16-2-1974 t/m 29-3-1974 | Hitnotering: 16-2-1974 t/m 29-3-1974 | Hitnotering: 16-2-1974 t/m 29-3-1974 | Hitnotering: 16-2-1974 t/m 29-3-1974 |
| Week:                                | 1                                    | 2                                    | 3                                    | 4                                    | 5                                    | 6                                    |                                      |
| ------------------------------------ | ------------------------------------ | ------------------------------------ | ------------------------------------ | ------------------------------------ | ------------------------------------ | ------------------------------------ | ------------------------------------ |
| Positie:                             | 28                                   | 22                                   | 10                                   | 9                                    | 9                                    | 15                                   | uit                                  |

### BelgischeBRT Top 30
| Hitnotering: 30-3-1974 t/m 3 mei 1974 | Hitnotering: 30-3-1974 t/m 3 mei 1974 | Hitnotering: 30-3-1974 t/m 3 mei 1974 | Hitnotering: 30-3-1974 t/m 3 mei 1974 | Hitnotering: 30-3-1974 t/m 3 mei 1974 | Hitnotering: 30-3-1974 t/m 3 mei 1974 | Hitnotering: 30-3-1974 t/m 3 mei 1974 |
| Week:                                 | 1                                     | 2                                     | 3                                     | 4                                     | 5                                     |                                       |
| ------------------------------------- | ------------------------------------- | ------------------------------------- | ------------------------------------- | ------------------------------------- | ------------------------------------- | ------------------------------------- |
| Positie:                              | 30                                    | 13                                    | 5                                     | 8                                     | 23                                    | uit                                   |

### NPO Radio 2 Top 2000
| Nummer met noteringen in de NPO Radio 2 Top 2000 | '99  | '00 | '01  | '02 | '03  | '04  | '05  | '06  | '07  | '08  |
| ------------------------------------------------ | ---- | --- | ---- | --- | ---- | ---- | ---- | ---- | ---- | ---- |
| Never, Never Gonna Give Ya Up                    | 1210 | -   | 1396 | -   | 1802 | 1578 | 1632 | 1828 | 1688 | 1724 |

1. ↑  Een '-' betekent dat het nummer niet was genoteerd en een vetgedrukt getal geeft de hoogste notering aan.
2. ↑  Deze tabel is bijgewerkt tot en met de laatste editie (2024).